# Rodriguez d’Evora

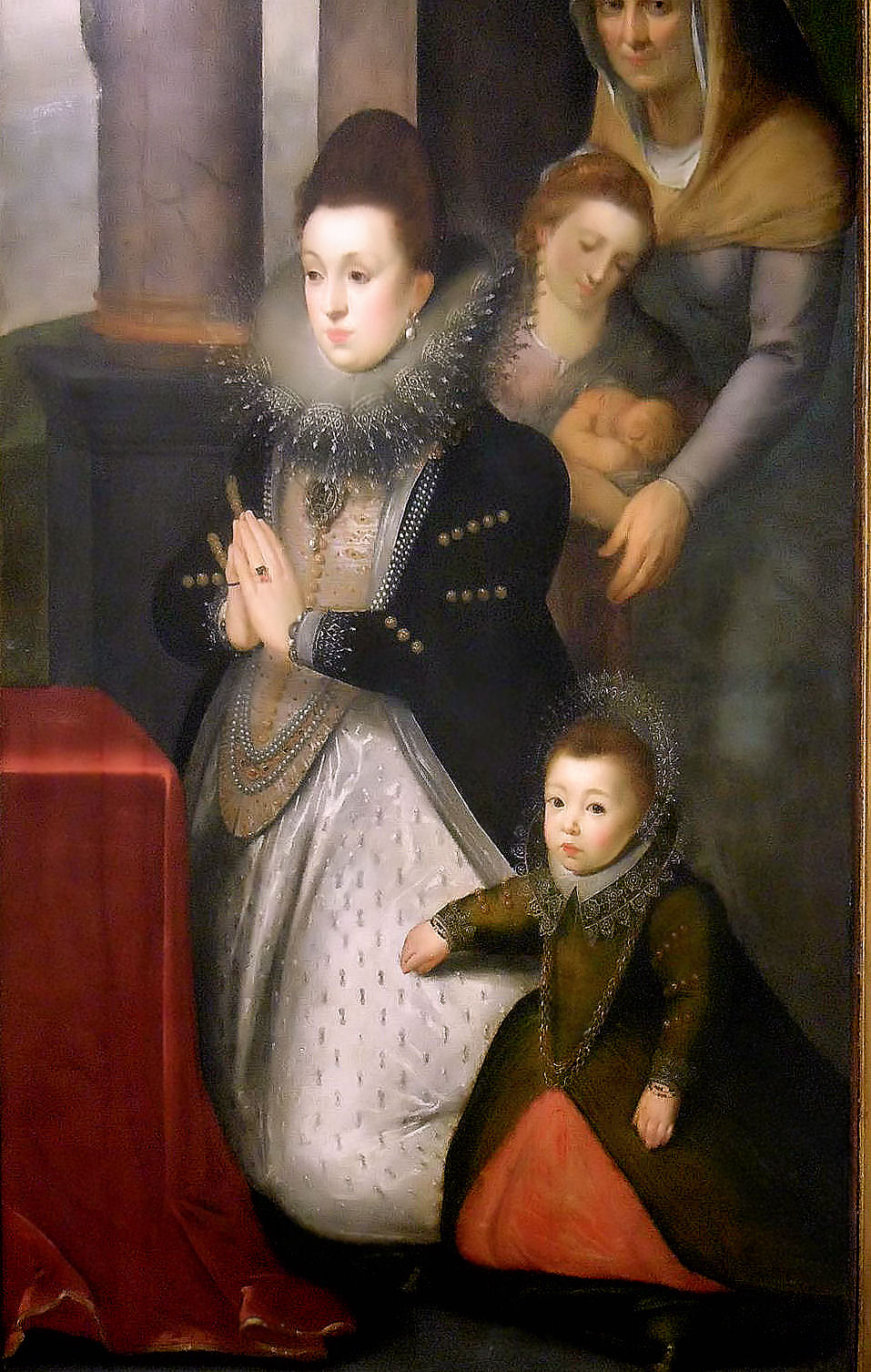
Die Ehefrau von Simon Rodriguez d’Evora, Anna Ximenes von Aragon, und die Tochter Gracia Rodriguez de Evora (Otto Vaenius, Maagdenhuis Antwerpen)

Rodriguez d’Evora y Vega war eine flandrische Adelsfamilie spanisch-jüdischen Ursprungs. Die letzte Vertreterin war Marie Rodriguez d’Evora y Vega, Marquise de Rodes, die am 9. März 1920 in Brüssel starb.

## Geschichte
Die Familie Rodriguez d’Evora y Vega kam im 16. Jahrhundert aus Spanien über Portugal nach Flandern. Sie gehörten zu den Sepharden, Rodrigo da Veiga (um 1480–1546) war der Leibarzt des portugiesischen Königs Manuel I. Sein Sohn Manuel Rodrigues de Evora (1506–1581) war Kaufmann in Lissabon und verlagerte seinen Geschäftsmittelpunkt nach der Judenverfolgung mit seinen Söhnen nach Antwerpen, wo sie ihren Handel ausbreiteten und Häuser aufkauften. Wegen spanischer Bedrängung gingen sie um 1570 für eine Zeit weiter nach Köln. Die Familie gewann ein Vermögen durch den Fernhandel bis nach Brasilien und Goa. 
1602 kaufte Simon I. (1543–1618), der Konsul Portugals in Antwerpen war, das Land van Rode, eine von fünf ‚Vogteien‘ im Land Aalst. 1565 war die Herrlichkeit Rode unter Heinrich IV. zur Baronie erhoben worden, und 1603 erhielt Simon Rodriguez d’Evora den Barontitel durch die Erzherzöge Albrecht VII. und Isabella für seine Dienste. Er heiratete die Bankierstochter Anna Ximenes von Aragon. Die Familie blieb in Gent und kaufte dazu das Kastell ‚Ter Saelen‘ in Destelbergen. 1680 kaufte Lupus Maria (Lopez), ein Enkel Simons, die Herrlichkeit Kasteel Ten Bieze bei Zwalm hinzu.
1682 verlieh König Karl II. den Titel Marquis van Rode und Baron van Beerlegem an Lupus Maria (Lopez) Rodriguez d’Evora y Vega.
Emmanuel Joseph Antoine Rodriguez d’Evora y Vega (1732–1766) heiratete 1758 Isabella Maelcamp (1736–1795). Er war im Dienst beim Graf von Flandern, kaiserlicher Kammerherr und Kammerherr beim König von Spanien. Zwei Söhne waren:
- Charles Joseph Rodriguez d’Evora y Vega (1759–1813)
- Emmanuel Rodriguez d’Evora y Vega (1763–1845)